# Leptogium apalachense
Leptogium apalachense är en lavart som först beskrevs av Edward Tuckerman och som fick sitt nu gällande namn av William Nylander. 
Leptogium apalachense ingår i släktet Leptogium och familjen Collemataceae. Inga underarter finns listade i Catalogue of Life.